# Valentí Junyent i Torras
Valentí Junyent i Torras (Castellbell i el Vilar, 24 d'abril de 1960) és un polític, dirigent esportiu i professor català, que va exercir d'alcalde de Manresa entre el 2011 i el 2020, i president de la Fundació Universitària del Bages des del 2011.
Llicenciat en Geografia i Història per la Universitat Autònoma de Barcelona (UAB), Màster en Direcció i Gestió Esportiva d'INEF i Màster en Intel·ligència Emocional a les Organitzacions per la UB.
Ha desenvolupat la seva trajectòria professional en el camp de la gestió esportiva. Va ser gerent, president i director general de l'Igualada Hoquei Club; gerent, president executiu i director general del Bàsquet Manresa; i, director general i conseller delegat del Bàsquet Lleida. També va ser durant cinc temporades director esportiu i d'arbitratge de l'Asociación de Clubs de Baloncesto (ACB).
També ha estat professor del Màster de Gestió Esportiva de la URL, vicepresident de l'Associació Catalana de Gestors Esportius Professionals i professor col·laborador del Màster MBA&Sports Management d'EAE Business School.